# 숭선군묘
숭선군묘(崇善君墓)는 대한민국 충청남도 공주시 이인면에 있는 조선 16대 임금인 인조의 다섯째 아들 숭선군의 묘소이다. 1976년 1월 8일 충청남도의 기념물 제6호로 지정되었다.

## 개요
조선 16대 임금인 인조의 다섯째 아들 숭선군의 묘소이다. 군의 이름은 징(徵)이며, 시호는 효경(孝敬)이다.
인조 2년(1624) 이괄(李适)의 난으로 인조를 따라 공주(公州)로 잠시 피신한 일이 있었는데, 궁으로 돌아와서도 항상 공주를 그리워하더니 숙종 16년(1690) 세상을 떠날 때 공주에 묻어 줄 것을 유언하였다고 한다. 그러나 당시 왕족의 무덤은 도성(都城)에서 90리 밖으로 나갈 수 없다는 법 때문에 중단되었고 그 후 후손에 의해 다시 이곳으로 옮겨져 만들어졌다.
묘 주위에는 ㄷ자형으로 담장을 쌓았으며, 묘 앞에는 묘비와 장명등(長明燈:무덤 앞에 세우는 돌로 만든 등)이 있고 좌우에는 무인석과 문인석이 1쌍씩 세워져 있다. 봉분 아랫부분은 화강석으로 둘레석을 둘렀으며, 묘비에 쓰여진 기록을 통해 숭선군과 부인의 합장묘로 영조 42년(1766)에 만들었음을 알 수 있다.

## 같이 보기
- 숭선군

## 참고 자료
- 숭선군묘 - 국가유산청 국가유산포털